# Камерон (округ Вуд, Вісконсин)
Камерон (англ. Cameron) — місто (англ. town) в США, в окрузі Вуд штату Вісконсин. Населення — 539 осіб (2020).

## Демографія
Згідно з переписом 2010 року, у місті мешкало 511 осіб у 207 домогосподарствах у складі 156 родин. Було 219 помешкань
Расовий склад населення:
| - 97,3 % — білих - 1,2 % — корінних американців - 0,8 % — чорних або афроамериканців - 0,2 % — азіатів |

До двох чи більше рас належало 0,2 %. Частка іспаномовних становила 1,8 % від усіх жителів.
За віковим діапазоном населення розподілялося таким чином: 23,1 % — особи молодші 18 років, 59,3 % — особи у віці 18—64 років, 17,6 % — особи у віці 65 років та старші. Медіана віку мешканця становила 45,9 року. На 100 осіб жіночої статі у місті припадало 100,4 чоловіків;  на 100 жінок у віці від 18 років та старших — 104,7 чоловіків також старших 18 років.
Середній дохід на одне домашнє господарство  становив 76 400 доларів США (медіана — 65 893), а середній дохід на одну сім'ю — 84 003 долари (медіана — 71 964). Медіана доходів становила 46 528 доларів для чоловіків та 43 750 доларів для жінок. За межею бідності перебувало 4,9 % осіб, у тому числі 0,0 % дітей у віці до 18 років та 10,4 % осіб у віці 65 років та старших.
Цивільне працевлаштоване населення становило 276 осіб. Основні галузі зайнятості: освіта, охорона здоров'я та соціальна допомога — 27,9 %, виробництво — 17,8 %, роздрібна торгівля — 15,6 %.